# Joy Harjo
Joy Harjo, född 9 maj 1951 i Tulsa, Oklahoma, är en amerikansk författare, poet och musiker och en viktig röst bland litterära urfolk i USA från slutet av 1900-talet. Hon är medlem i Muscogee (Creek) Nation.

## Biografi
Joy Fosters föräldrar var Allen W. och Wynerna Baker. De var skilda och hon växte upp hos sin mormor och inspirerades av mormoderns historieberättande. Efter skolan studerade Foster vid University of Iowa, Universidad Nacional Autónoma de México och därefter vid Institute of American Indian Arts i Santa Fe, New Mexico.
När hon blev medlem i Muscogee (Creek) Nation tog hon sin mormors efternamn.